# 吉川進
吉川 進（よしかわ すすむ、1935年10月13日 - 2020年7月10日）は、東映の元プロデューサー。東京都出身。東映株式会社テレビ事業部企画営業第二部部長として、1980年代から1990年代前半まで東映特撮路線の作品を総合的にプロデュースした。スーパー戦隊シリーズの立ち上げ、長期シリーズ化、海外進出に寄与。またメタルヒーローシリーズの生みの親である。
元女優の吉川理恵子、フルート奏者の吉川久子は実娘にあたる。実子の吉川学はレインボー造型企画取締役。父親は元社会党国会議員の吉川末次郎。

## 経歴
- 1935年（昭和10年）、東京都世田谷区に生まれる。生家は東京発声映画製作所[注釈 1]に近く、小中学校時代には通学途上で撮影風景を眺めていたという。
- 中央大学法学部卒業][6]。
- 1958年（昭和33年）、22歳。東映に入社。
- 1964年（昭和39年）、28歳。新設された「東映テレビ部」へ配属。
- 1968年（昭和43年）、32歳。『日本剣客伝』にて初めてテレビドラマのプロデュースを手がける。
- 1972年（昭和47年）、37歳。『人造人間キカイダー』で特撮作品に初参加[1]。
- 1975年（昭和50年）、39歳。『秘密戦隊ゴレンジャー』に平山亨とともに参加。スーパー戦隊シリーズの立ち上げに寄与。以降『大戦隊ゴーグルファイブ』第1話までプロデュース。
- 1978年（昭和53年）、42歳。東映株式会社テレビ事業部企画営業第二部部長に就任。
- 1982年（昭和57年）、46歳。『宇宙刑事ギャバン』を担当、折田至とともにメタルヒーローシリーズの立ち上げに携わる。以後『機動刑事ジバン』第39話までプロデュース。
- 1987年（昭和62年）、52歳。これまでのライダーシリーズを担当した平山に代わり『仮面ライダーBLACK』を担当。
- 1992年（平成4年）、57歳。バンダイとの提携でオリジナルビデオ『真仮面ライダー序章』を担当。翌1993年には映画『仮面ライダーZO』、1994年に『仮面ライダーJ』とテレビ以外のライダーシリーズに関わった。
- 1995年（平成7年）、59歳。『超力戦隊オーレンジャー』終了後、東映ビデオに異動。
- 1996年（平成8年）、60歳。『超光戦士シャンゼリオン』が東映での最後のプロデュース作品となる。
- 1997年（平成9年）、61歳。東映ビデオを退職。
  - 1978年から1996年まで、東映株式会社テレビ事業部企画営業第二部部長として、東映の実写特撮作品、東映本社制作のアニメを全体的に統括する立場にあった[7]。晩年は時折、自身のプロデュース作品のDVDインタビューや特撮関係のムック本などで、インタビューに答えていた。
- 2020年（令和2年）7月10日、呼吸不全のため神奈川県内の自宅で死去[2][3][5]。84歳没。

## エピソード
- プロデューサーという職務上とはいえ、曽田博久、杉村升、宮下隼一の特撮作品への脚本家としての登用、新堀和男の「レッド役」のスーツアクターへの復帰、円谷作品主体だった東條昭平監督の東映作品への招聘、澤井信一郎監督の特撮作品招聘などスタッフ編成における采配の功績は多大なものがある。自身が現役で仕事をしていた当時は特撮番組の東映社内における地位は低く、スタジオが空いていても使用許可をもらえず、『スパイダーマン』では撮影所の端にあるトタン作りの物置小屋みたいなステージで細々と撮影を強いられるなど、苦労も多かった[8]。こうした傾向に変化が生じたのは、『パワーレンジャー』のヒットの影響があったと回想している[9]。
- 『人造人間キカイダー』では、初めて特撮ヒーローものを手掛けたため、通常の人間ドラマと同じ感覚で制作していた[1]。これが不評であったことから続編『キカイダー01』では従来のヒーローもののスタイルとしたが、後年のインタビューではこの変更には疑問を感じており、『人造人間キカイダー』の方が満足度が高かったと述べている[1]。また、『01』では脚本家の長坂秀佳とともに悪役側に意識を向けて悪側中心のドラマとなり、特にビジンダーに力を入れていたとしている[1]。
- 『キカイダー01』の終了後に手掛けた『ザ・ボディガード』などの大人向けアクションドラマでは、悪役を悪徳政治家や弁護士、医者などにすると「それはやめてほしい」と言われ「中小企業のおじさんやサラリーマンなら良いけどね」という制約に不満を感じていた。そういう制約がない子供向けのキャラクター作品では、純粋に愛や正義、友情などのテーマを追い求めることが可能で、以後は子供向け作品の制作に力を入れることになる[8]。
- 『スパイダーマン』では『誰が為に鐘は鳴る』をヒントに、エンディングを八手三郎名義で作詞。数々の劇場映画でも知られる降旗康男監督に「監督をやってみないか？」と無理を承知で声をかけたところ、終盤近くの時期になって「いつになったら俺に監督をさせてくれるんだ？」と意外な返事が戻ってきたこともあった[10]が、降旗の出番はないまま終了している。
- 作詞家・山川啓介の数々の作品での起用も、吉川の指名によるところが大きかった。山川は後年のインタビュー[要文献特定詳細情報]において「これらの作品ではいい仕事をしていた監督や脚本家が起用されていて、プロフェッショナルが集まって本気でいいものを作ろうとしていました。吉川さんの熱の入れようはというと打ち合わせでコロムビアのロビーに来て『今度のヒーローの決め技はですね』って自分でやって見せるんですよ。蒸着！ とか言って（笑）。こっちもそれに応えなきゃというので、普段書くよりは言葉をキメてそれこそ決め技をやるような気持ちで書いていましたね。このシリーズはほぼ10年やらせていただきました」と述懐している。しかしマンネリを感じはじめたため、山川は吉川に降板を申し出たという[11]。
- 『バトルフィーバーJ』に東千代之介を出演させることができたのは、吉川が「東京放映」社長・香山新二郎と懇意で、「東京放映」所属の東千代之介とも交流があったことから声をかけやすかったという理由があった[12]。また、ミミズが大嫌いであることから、『バトルフィーバーJ』の話題でミミズの怪人に触れた際には、「こいつだけは愛せないね」とコメントしていた。
- 『宇宙刑事ギャバン』で主役に大葉健二を起用しようとした際、東映社内で反対の声が多数を占めたという。吉川によると「僕の周りで大葉君に賛成する人は少なかった」そうで、そういう時には当事者に「あんたが大葉じゃ嫌だというのなら分かった。それなら代わりに誰か連れて来てよ」と言って反対の声を捻じ伏せた上で強引に大葉をキャスティングしたという。このことについて後にインタビュー[要文献特定詳細情報]で「大葉君はアクションはできるし、愛嬌はあるし、勉強熱心だし…。十分じゃないですか。そりゃ新企画の立ち上げだから反対の声もあったけど、僕は頑として大葉君を推しました。ギャバンの大葉君の魅力はファンの皆様がよくお分かりなんじゃないですか」と語っている。
- 仕事を多く共にした監督の田中秀夫は、吉川について「尻を叩くのがうまい人だったね」と評していた。『宇宙刑事シリーズ』で小林義明が撮った作品について「あの部分がよかった」「ああいう風に撮ってほしいなぁ」と感想を述べ、常にプレッシャーをかけ続けられたという。
- 鎌倉市在住で、同市には水木一郎も在住している。1986年に吉川宅で新年会が催されたが、そこに参加した水木に吉川直々に『時空戦士スピルバン』の主題歌を依頼したという。
- 杉村升が昔ワープロで入力したシナリオを吉川に提出した際、「だから魂が入ってないんだ！」と激怒されたと述懐している。もっとも、東映退職後は当の吉川がパソコンに夢中になってしまったという[13]。
- 扇澤延男が近年インタビューで語ったところによると[要文献特定詳細情報]、とにかく最初は吉川にしごかれたという。扇澤はテレビ朝日の小関明プロデューサーの紹介で『超人機メタルダー』に参加することとなったが、「たぶん（吉川は）それが気に入らなかったのでしょうね。吉川さんの考えでは脚本家というのは制作サイドが見つけてくるのが基本で、局のプロデューサーの紹介の横滑りの人材なんて認めたくないんでしょう。とにかく最初はしごかれた」と語っており、プロットをどれだけ提出しても吉川がボツにして『メタルダー』で最初に採用されたシナリオも吉川に言われ、第6稿まで書き直したという。ただし、翌年の『世界忍者戦ジライヤ』では吉川も認めるようになったのか、特に何も言わなかったという。
- 『秘密戦隊ゴレンジャー』では、アクションを務めていた大野剣友会を様々な特撮作品に関わって疲れていると判断してJACに交代させたところ、この交代に納得できない剣友会のメンバーが怒り、吉川曰く「吉川ブン殴ってやる」と険悪な空気になってしまった。それを知ったJACの金田治は、「吉川さんは僕らが身体を張って守ります」と吉川に告げたという。その後、JACと剣友会は話し合いを経て円満に和解したという[14]。
- 『超力戦隊オーレンジャー』に参加した監督の辻野正人は、第3話の記憶を映像化して取り出すという描写に対し、撮影中に吉川がおかしいと言い続けていたと証言しており、変身など非現実な内容の作品でそういった部分を気にすることを不思議に思ったという[15]。
- 東映ビデオの加藤和夫プロデューサーは、『超力戦隊オーレンジャー オーレVSカクレンジャー』の制作打ち合わせの席で初めて吉川と対面した際の印象について「とにかく怖そうで厳しそうな人」というものだったと、後に語っている。
- プロデュース最終作品の『超光戦士シャンゼリオン』では、サブプロデューサーの白倉伸一郎に作品の実質的な采配を任せていたが、白倉によると原因は定かでないものの、第5話か第6話の制作当時に吉川とかなり激しく衝突し、それ以来吉川と白倉は一切口を利かなくなったという[16]。一方で、それから20年近くを経た2014年5月に、映画『キカイダー REBOOT』（同作品には白倉がエグゼクティブプロデューサーとして参加）のシークレット試写が行われた際に吉川も招かれており、吉川からは造型に対して合格点が出されたと白倉は語っている[17]。
- ヒーローが悪役を倒した後、悪役の倒れた姿は決して画面に出さないように徹底していたが、これは児童層への暴力描写を抑えると同時に、「悪は死んでいない」という正邪相克の永続性を意識したうえでの配慮であるという[9]。
- 作品作りでは、イタリアで多くの名作を手掛けたフェデリコ・フェリーニ監督の「自分のやりたいことをやりたいようにして、良い作品を作るのはさほど難しいことではない。難しいのは、やりたいことをやりたいように作りながら、それをコマーシャルベースに乗せることだ」という言葉を、常に念頭に置いていた[18]。

### 仮面ライダーBLACK
以下は『仮面ライダーBLACK』および『BLACK RX』絡みのエピソードである。
- 当時、プロデューサー補を務めた髙寺成紀によると、各回のサブタイトルのほとんどは吉川が考案したものであり、これについて吉川は「新聞のテレビ欄に載るサブタイトルひとつで視聴率が変わることがありますから、気にしていたとは思います」と述懐している[14]。
- 原作者の石ノ森章太郎に対し、「新しい仮面ライダーを作りますから、今までのライダーに関わったスタッフは一切入れません」と宣言している[14]。また、戦闘員との立ち回りが廃されたのも、やはり「従来のライダーバトルとは大きく変えたい」という吉川の意向と言われている。
- 撮影監督の松村文雄によると、当初は吉川から依頼を受けた際、松村は『あぶない刑事』を担当しており、そちらの現場が思いのほか楽しかったために断りを入れたが、「お前がやらないなら一体誰がやるんだ！」と怒鳴られたという。結果的に、仮面ライダーシリーズに関わったことのない小林義明がパイロット監督を務めるなどの魅力にも惹かれるなどし、松村は楽しく現場に携わっていた『あぶない刑事』を途中降板し、チーフ撮影監督に就任している[19]。
- 当時、まだ新人脚本家だった荒川稔久が提出するプロットが上原正三のものに似たものばかりだったことから、吉川は「上原正三は2人もいらないんだよ」と一喝した。結局、この後は独自の作風に意識的になったそうで、後年に上原との対談でこのエピソードに触れたり[20]、エッセイでこの件について記したり[21]するなど、荒川にとってはエポックメイキングな出来事になったようである。
- 長坂秀佳が脚本に参加しようと旧知の東映・齋藤頼照プロデューサーを通して吉川にアプローチしたところ、「ギャラが高過ぎるから無理」という理由で断っている。
- パイロットグループの監督の小林義明や辻理が時間をかけて撮影したため、スケジュールがキツくなったときに参加した小笠原猛にはいきなり「8日間で2本撮れ」と要求した。小笠原が「それなりの作品しかできませんけど、よろしいですか」と答えたところ、吉川もそれを了承したという。小笠原の作品はそういった状況で作られた点を考慮し、いつも吉川は評価をしてくれたという[22]。
- 1992年に刊行された書籍『仮面ライダー大図鑑〈7〉』によれば、バンダイには『BLACK RX』の後番組の検討資料が残されており[要ページ番号]、吉川も終了後のインタビューにおいて「当初は3年続ける予定だった[23]」とコメントしている。

## 作品

### テレビ
- 日本剣客伝
- 新・日本剣客伝
- あひるヶ丘77（フジテレビ系）
- ブラックチェンバー（フジテレビ系）
- 特命捜査室（フジテレビ系）
- 冠婚葬祭屋（1972年1月8日 - 4月1日、NET（現：テレビ朝日）系）
- 人造人間キカイダー（1972年7月8日 - 1973年5月5日、NET系）
- キカイダー01（1973年5月12日 - 1974年3月30日、NET系）
- ザ・ボディガード（1974年、NET系）
- ザ★ゴリラ7（1975年、NET系）※途中まで
- 五街道まっしぐら!（1976年、NET系）※企画
- 透明ドリちゃん（1978年1月7日 - 7月1日　テレビ朝日系）
- スパイダーマン (東映)（1978年5月17日 - 1979年3月14日、東京12チャンネル（現・テレビ東京））
- スーパー戦隊シリーズ（旧NET・テレビ朝日系）
  - 秘密戦隊ゴレンジャー（1975年4月5日 - 1977年3月26日）
  - ジャッカー電撃隊（1977年4月9日 - 1977年12月24日）
  - バトルフィーバーJ（1979年2月3日 - 1980年1月26日）
  - 電子戦隊デンジマン（1980年2月3日 - 1981年1月31日）
  - 太陽戦隊サンバルカン（1981年2月7日 - 1982年1月30日）
  - 大戦隊ゴーグルファイブ（1982年2月6日 - 1983年1月29日）[注釈 2]
  - 忍者戦隊カクレンジャー（1994年2月18日－1995年2月24日）
  - 超力戦隊オーレンジャー（1995年3月3日－1996年2月23日）
- メタルヒーローシリーズ（テレビ朝日系）
  - 宇宙刑事ギャバン（1982年3月5日 - 1983年2月25日）
  - 宇宙刑事シャリバン（1983年3月4日 - 1984年2月24日）
  - 宇宙刑事シャイダー（1984年3月2日 - 1985年3月8日）
  - 巨獣特捜ジャスピオン（1985年3月15日 - 1986年3月24日）
  - 時空戦士スピルバン（1986年4月7日 - 1987年3月9日）
  - 超人機メタルダー（1987年3月16日 - 1988年1月17日）
  - 世界忍者戦ジライヤ（1988年1月24日 - 1989年1月22日）
  - 機動刑事ジバン（1989年1月29日 - 1990年1月28日）[注釈 3]
- 機甲艦隊ダイラガーXV (1982年、テレビ東京系)
- 星雲仮面マシンマン前半まで（1984年、日本テレビ系）
- ビデオ戦士レザリオン（1984年、TBS系）[注釈 4]
- 仮面ライダーシリーズ（毎日放送系）
  - 仮面ライダーBLACK（1987年10月4日 - 1988年10月9日）
  - 仮面ライダーBLACK RX（1988年10月23日 - 1989年9月24日）
- 超光戦士シャンゼリオン（1996年4月3日 - 1996年12月25日、テレビ東京系）

### 映画
※上記作品の映画版は除く
- 仮面ライダーZO（1993年4月17日封切り。東映スーパーヒーローフェア） - 企画
- 仮面ライダーJ（1994年4月16日封切り。東映スーパーヒーローフェア） - 企画
- 人造人間ハカイダー（1995年4月15日封切り。東映スーパーヒーローフェア） - プロデューサー

### Vシネマ
- 女バトルコップ（1990年11月9日）
- 真・仮面ライダー 序章（1992年2月20日） - 企画
- 大予言/復活の巨神（1992年4月23日）
- 超力戦隊オーレンジャー オーレVSカクレンジャー（1996年3月8日）